# Bodtjärnen (Tuna socken, Medelpad)
Bodtjärnen är en sjö i Sundsvalls kommun i Medelpad och ingår i Ljungans huvudavrinningsområde. Sjöns area är 0,027 kvadratkilometer och den är belägen 59 meter över havet.